# 説経節

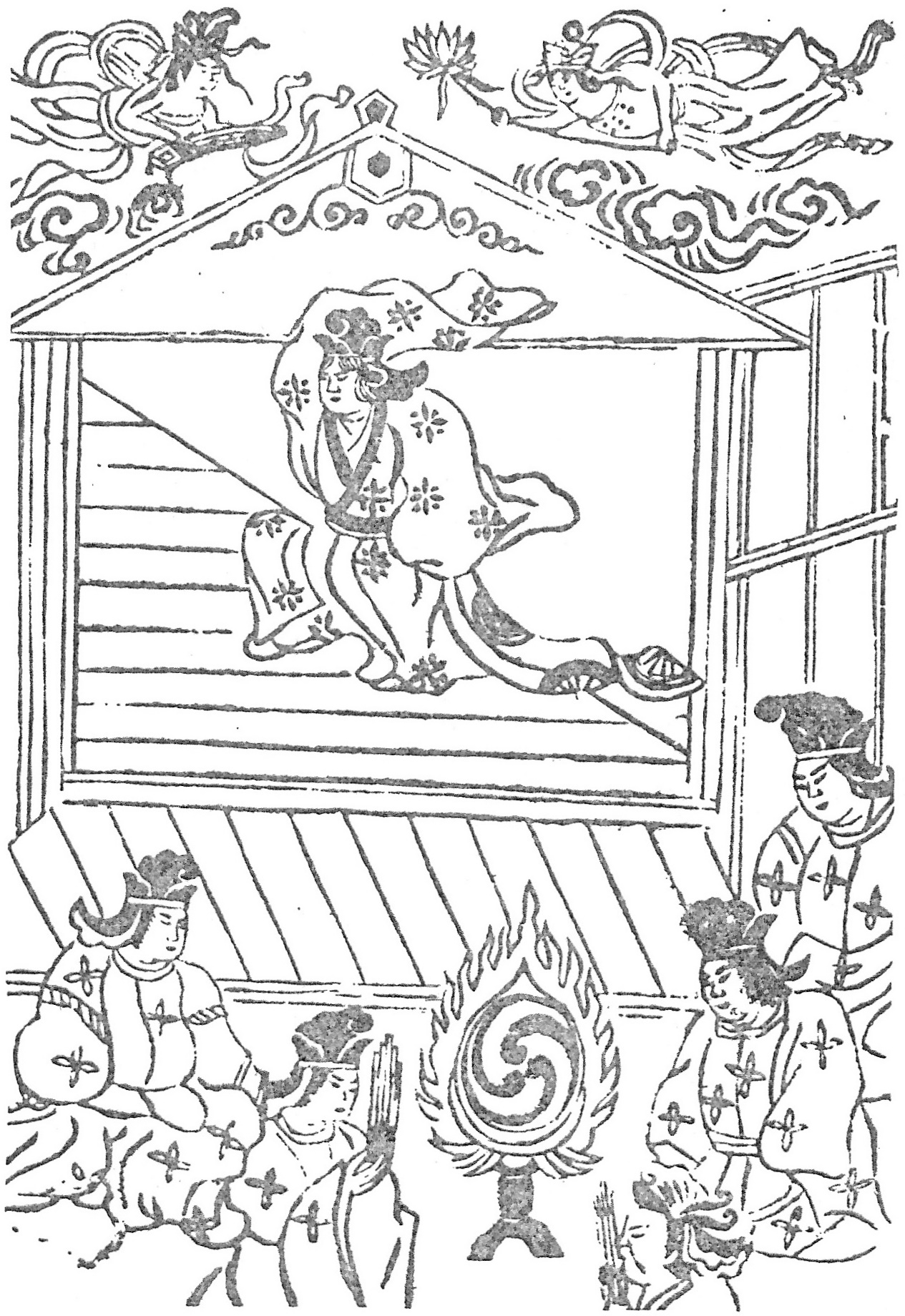
天下無双佐渡七太夫正本『せつきやうしんとく丸』（正保5年3月刊、九兵衛板）の挿図

説経節（せっきょうぶし）は、日本の中世に興起し、中世末から近世にかけてさかんに行われた語りもの芸能・語りもの文芸。仏教の唱導（説教）から唱導師が専門化され、声明（梵唄）から派生した和讃や講式などを取り入れて、平曲の影響を受けて成立した民衆芸能である。近世にあっては、三味線の伴奏を得て洗練される一方、操り人形と提携して小屋掛けで演じられ、一時期、都市に生活する庶民の人気を博し、万治（1658年-1660年）から寛文（1661年-1672年）にかけて、江戸ではさらに元禄5年（1692年）頃までがその最盛期であった。明治・大正時代まで盛んであったが、太平洋戦争を境にほぼ消滅した。
単に「説経（せっきょう）」でこの芸能をさすこともある。古くは「せつきやう」と仮名書きする場合が多く、「説経」「説教」両方の字があてられるが、現代では「説経」と表記するのが一般的である。説経（説教）はまた、これを演ずる芸能者をさすこともあり、その意味では「説経の者」、「説教者」（蝉丸神社文書）や「説経説き」（『日葡辞書』）のことばがある。
説経が唱門師（声聞師）らの手に渡って、ささらや鉦・鞨鼓（かっこ）を伴奏して門に立つようになったものを「門説経」（かどせっきょう）、修験者（山伏）の祭文と結びついたものを「説経祭文」（せっきょうさいもん）と呼んでおり、哀調をおびた歌いもの風のものを「歌説経」、ささらを伴奏楽器として用いるものを「簓説経」（ささらせっきょう）、操り人形と提携したものを「説経操り（せっきょうあやつり）」などとも称する。また、近世以降に成立した、本来は別系統の芸能であった浄瑠璃の影響を受けた説経を「説経浄瑠璃」（せっきょうじょうるり）と称することがある。
徹底した民衆性を特徴とし、「俊徳丸（信徳丸））」「小栗判官」「山椒大夫」などの演目が特に有名で、代表的な5曲をまとめて「五説経」と称する場合がある（詳細後述「#五説経とその他の演目」）。

## 説経の歴史

### 説経節の源流

#### 唱導（説経）文学
鎌倉時代末期に虎関師錬によって著された『元亨釈書』巻二十九（「音藝志七」）には、
とあり、音声をもって日本の仏道を隆盛たらしめるものとして「経師」すなわち説経師、梵唄（声明）、唱導、念仏の4種があったことが示されている。これは、鎌倉末期にあっては、説経と唱導がたがいに異なるものと把握されていたことを示している。

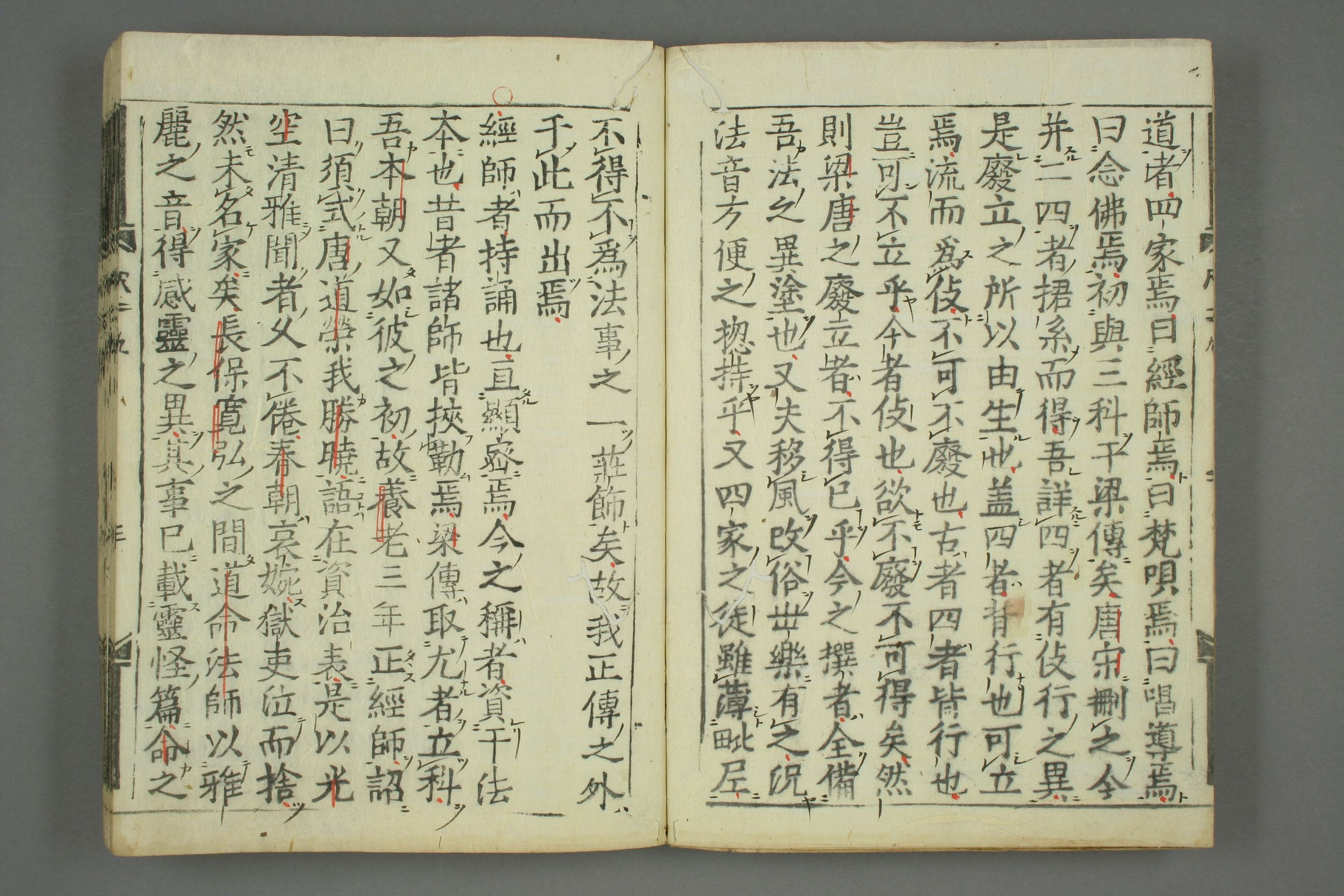
虎関師錬『元亨釈書』（1322年）巻二十九（一部）
----
「経師」（説経師）について記されている。

ところが「説経」も「唱導」も本来は、仏法を説いて衆生を導く営み全般を指しており、仏典を講じてその教義を説くことを意味していたのであって、それ自体は文学でも芸能でもなかった。しかし、従来仏教の保護者であった朝廷や公家の衰退が著しい中世にあって、文字の読み書きのできない庶民への教化という動機から、しだいに音韻抑揚をともなうようになったものである。それはまた、比喩・因縁など説話の部分が庶民にとっては親しみやすく、そこから文学方面の関心を強めることにもつながり、これを「唱導文学」と称している。
「唱導文学」の名を初めて用いたのは民俗学者の折口信夫であるが、「事実において、唱導文学は、説経文学を意味しなければならぬ」と述べているように、唱導文学はむしろ芸能としての説経に多大の素材をあたえた。
「唱導文学」（説経文学）のおもな担い手は、高野聖その他の廻国聖、山伏、御師、盲僧、絵解法師、熊野比丘尼、各地の巫女など下級の宗教家であり、その意味では折口の指摘する通り「漂遊者の文学」「巡游伶人の文学」であった。その内容は、寺社の縁起、高僧伝、神仏の霊験譚、インド・中国起源のものもふくめた仏教説話など多岐にわたるが、かれらがその信仰を民衆の心底深く伝えるためには、地方の民衆のなかにあった固有の信仰・口碑を取り入れ、それと習合していく必要があった。南北朝時代、安居院流の唱道者（安居院唱導教団）の手によって成立したとみられる『神道集』は、こうした唱導のテキストを集成したものと考えられる。なお、文学史的にみれば、『神道集』は室町時代の御伽草子や説経節の先駆的性質を有していると指摘される。

#### ささら乞食
説経の者は、中世にあっては「ささら乞食」とも呼ばれた。ささらとは、楽器というより本来は洗浄用具であって、茶筅を長くしたような形状をしており、竹の先を細かく割ってつくり、左手で「ささら子」または「ささらの子」というギザギザの刻みをつけた細い棒でこすると「さっささらさら」と音のするものであるが、説経者はこれを伴奏にしたのである。
現存する説経正本（テキスト）で最古のものは寛永8年（1631年）の「かるかや（苅萱）」、太夫（座元・演者）の名が記されている最古は寛永16年（1639年）頃の説経与七郎を太夫とする『さんせう太夫（山荘太夫、山椒大夫）』であり、いずれも江戸期に入ってからのものである。そのため、中世における説経がどのような芸能であったかについては不明な点も多いが、唱導者による「語り」は、それをいっそう効果的なものにするため、音曲、さらには舞踊をともなうものとなり、しだいに芸能化していったものと思われる。
観阿弥作と伝わる謡曲『自然居士』（じねんこじ）に登場する自然居士は、鎌倉時代末期に実在する説経者であるが、この作品では、かれは説法のさい聴衆の眠りを覚ますべく高座の上で舞い、また、両親の供養のために我が身を売った娘を、人買いの手から取り戻すために舞を舞い、ささらを摺り、さらに鞨鼓を打ってみせている。能楽の『自然居士』には脚色が含まれている可能性があるものの、芸能化した唱導者（説経者）のあり様の一端を今日に伝えている。『自然居士』ではまた、ささらの起源として、「扇の上に木の葉のかかりしを、持たる数珠にてされされと払ひし」ことより始まったと記している。なお、自然居士は、その当時から乞食と称されていたようであり、また、自然居士を主人公とする能楽には他に『華自然居士』『聟入自然居士』がある。さらに、同類の説経者を主人公にすえたものに『東岸居士』『西岸居士』がある。

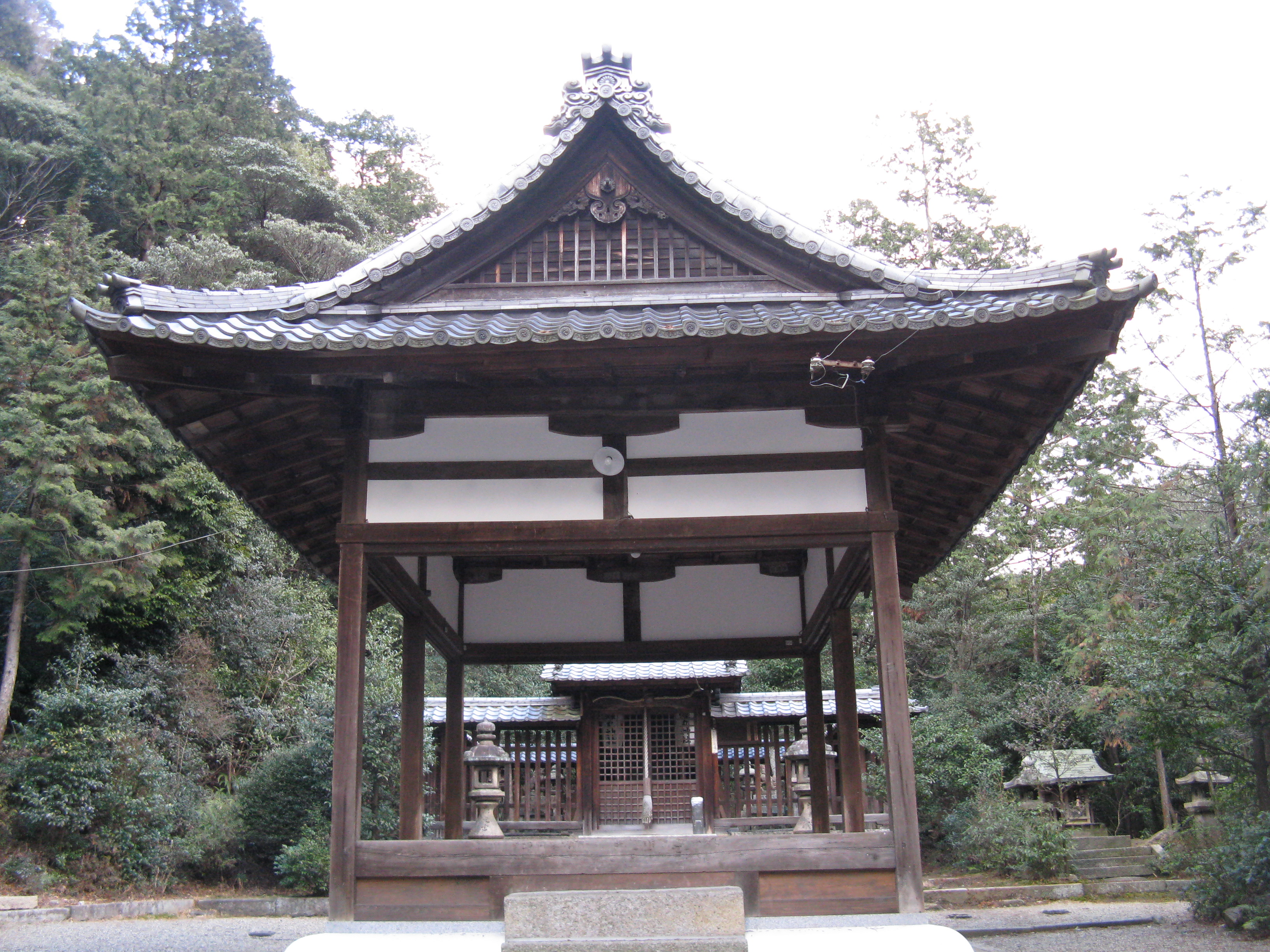
蝉丸神社（滋賀県大津市）
----
中世芸能の徒にとって自らの祖神と仰いだ盲目の僧、蝉丸法師を祭っている。

近世にあっても、街頭や寺院の境内、門口で演じられた説経でもささらを楽器として使用する場合があったが、これを伴奏に用いる「ささら説経」は、鎌倉時代にまでさかのぼるものと考えられている。
永仁4年（1296年）成立の『天狗草紙絵巻』には、粗末な着古しをまとい、ささらを摺る乞食僧が描かれ、いっぽう13世紀後半期に編まれたと推定される説話集『撰集抄』にも、「ささら乞食」にまつわる説話が収載されている。上述の『自然居士』もさることながら、廃曲となった世阿弥の謡曲のなかに『逢坂物狂』という曲があり、そこには「蝉丸」という人物が登場し、ささら・鞨鼓を鳴らしながら謡い狂うようすが演じられる。
近江国逢坂山の蝉丸神社に祀られる蝉丸大神は平安時代の歌人蝉丸に由来し、江戸時代の文献にも蝉丸法師は説経の徒にとっては彼らの祖神と仰がれる存在であったとの記録がある。蝉丸神社では『御巻物抄』を発行して、これを説経者の身分証明書、説経口演の許可証とした。
現存する説経節の正本は、上述のようにいずれも近世に属するが、このように説経節のテキストが比較的新しいのも、説経が長きにわたって乞食芸であったことと強い連関をもつものと推測される。たとえば、イエズス会宣教師のジョアン・ロドリゲスが編んだ辞書『日本大文典』（1604年-1608年）に「七乞食」（日本で最も下賤な者共として軽蔑されてゐるものの七種類）のひとつとしてSasara xecquió （「ささら説経」）を挙げ、それを「喜捨を乞ふために感動させる事をうたふものの一種」と説明しているところからも、説経節が乞食芸として把握されていた事実を知ることができる。

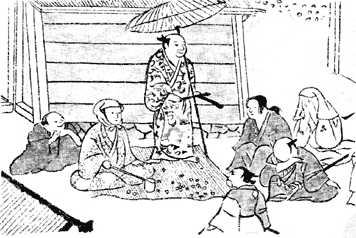
八坂神社所蔵『洛中洛外図』（元和年間）にみえる屋外での説経節
----
土佐派絵師の手になるものといわれる。大傘をかざし、むしろの上でささらを摺って説経語りをしている。ひしゃくで投げ銭を集めている人物、聴衆の泣き伏しているすがたなどが確認できる。

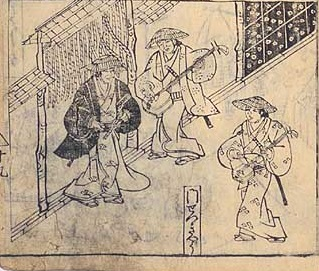
『人倫訓蒙図彙』（元禄年間）にみえる門説経
----
ささら、胡弓、三味線の3人組による門付芸として描かれている。大傘はなく、演者は菅笠をかぶっている。

『北野社家日記』の慶長4年（1599年）1月24日の記事に、説経者が京都北野の経王堂（現大報恩寺）の脇で説経語りをおこないたい旨、北野天満宮に申し入れたことが記され、あるいは、元和年間（1615年-1624年）制作の『洛中洛外図』（八坂神社本）や江戸時代初頭の絵巻物『采女歌舞伎草紙』（徳川美術館蔵）にはむしろの上に立って、長い柄の大傘（おおからかさ）をかざし、月代を剃り、羽織を着た人物がささら説経を語るようすが、『洛中洛外図』（西村家本）や元禄年間の『人倫訓蒙図彙』には門付する説経者（「門説経」）のようすが描かれている。このことから、説経節がもともと野外芸能（大道芸・門付芸）として発展したことがわかる。大傘とむしろ（茣蓙）は、大道芸としての説経芸を成り立たせる大道具であり、むしろをもって舞台となし、長柄の大傘をもって非日常的な演劇空間を創出したのではないかとも考えられる。いっぽう、大傘については、営業中のしるしであった。大傘を、田楽を専門に踊る田楽法師が傘をもった伝統にちなむとし、傘のかたちをした松を「神様松」と称する地域もあることから、神の依り代であることを表象するものとの見解もある。
『人倫訓蒙図彙』では、「門説経」と掲げた図に「物もらいに種なきとはいへども、小弓引（こきゅうひき）、編木摺（ささらすり）はわきて下品（げぼん）の一属なり」との説明が付されており、ささら説経の徒は乞食のなかでも最下層のものと見なされていたこと、説経を語るときの伴奏に胡弓が使用されるようになり、ささらと胡弓が説経には欠かせないものであったことを示している。なお、この図では、一人がささら、一人が三味線、一人が胡弓をもった三人組が、屋敷の門口に立つ光景が描かれている。
元禄5年（1692年）の『諸国遊里好色由来揃』などでは「伊勢乞食」がささらを摺りながら語り歩いたものが「門説経」であると伝えており、『人倫訓蒙図彙』もまた説経の出所を伊勢国としている。「伊勢乞食」の語は、のちに伊勢商人の吝嗇を非難する語となったが、元来は伊勢神宮に参宮した人びとを目あてとして群がった乞食をさす言葉であったといわれている。北野天満宮、伊勢神宮、三十三間堂（『洛中洛外図』）といった大寺社は、中世から近世初頭の日本にあっては「アジール」の機能を果たしていたのであり、非日常的な空間としてさまざまな芸能活動がさかんにおこなわれる空間だったのである。

### 操り興行の盛衰
近世に入り、説経節は小屋掛けで操り人形とともに行われるようになり、都市大衆の人気を博した。戸外で行われる「歌説経」「門説経」から「説経座」という常設の小屋で営まれるようになった。浄瑠璃の影響を受け、伴奏楽器として三味線を用いるようになったのも、おそらくは劇場進出がきっかけで、国文学者の室木弥太郎は寛永8年（1631年）より少し前を想定している。また、『さんせう太夫』など正本にのこる演目は、一話を語るにも相当の時間を要し、かなり高度な力量を必要とした。とりわけ後述する与七郎や七太夫などといった演者は第一級の芸能者であり、もはや、ただの乞食ではない。
説経者の流派は、玉川派と日暮派が二分し、関東地方では玉川派、京阪では日暮派が太夫となったが、ともに近江の蝉丸神社（上述）の配下となり、その口宣を受けた。

#### 大坂

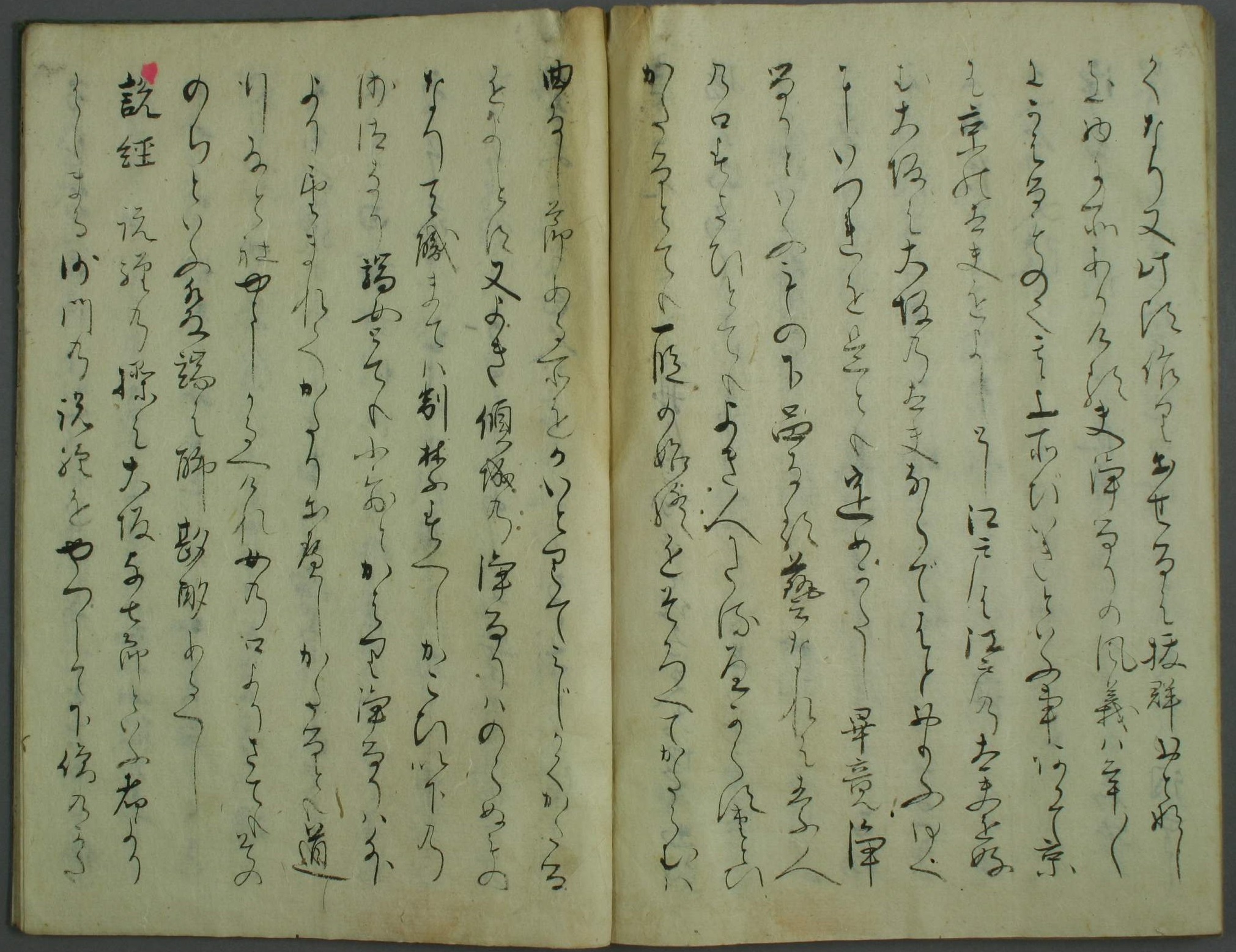
畠山其山撰『色道大鏡』（1678年）巻八
----
（左側2行）「説経の操は、大坂与七郎といふ者よりはじまる」の文が確認できる。

延宝6年（1678年）成立の『色道大鏡』巻八に「説経の操（あやつり）は、大坂与七郎といふ者よりはじまる」とあって、寛永16年の正本『さんせう太夫』冒頭に記された「摂州東成郡生玉庄大坂、天下一説経与七郎」と同一人物と思われる。これによれば、寛永年間（1624年-1644年）、大坂天王寺の生國魂神社（生玉神社）境内で操り説経を興行したと伝え、『諸国遊里好色由来揃』の説にしたがえば与七郎はもと伊勢国出身のささら説経の徒であったという。この「説経与七郎」の名代は幕末まで続いている。
『色道大鏡』はまた、明暦（1655年-1657年）から寛文（1661年-1673年）にかけて、説経七太夫も興行を行ったと伝えており、この七太夫が江戸の佐渡七太夫（後述）の前身ではなかったかとの推定もある。ほかに、大坂二郎兵衛という説経者の存在も確認されているが、その系統や所属は不明である。

#### 京都
京都では、日暮林清らによって鉦鼓を伴奏とする歌念仏が行われていたが、この一派から日暮八太夫や日暮小太夫があらわれ、寛永以前から四条河原で説経操りを興行したと伝えられている。正本の刊行などから推定して寛文年間が京都における説経操りの最盛期であったと考えられ、葉室頼業の日記（『葉室頼業記』）によれば、小太夫による寛文4年（1664年）の説経操りは後水尾法皇の叡覧に浴すまでに至っている。なお、「日暮小太夫」の名跡は宝暦（1751年-1764年）の頃まで続いたと推定されている。
説経操りは、大坂・京都を中心とする上方においては義太夫節による人形浄瑠璃の圧倒的人気に押され、江戸にくらべて早い段階で衰退してしまった。浄瑠璃が近松門左衛門の脚本作品をはじめ、新機軸の作品を次々に発表して新しい時代の要請に応えたのに対し、説経操りは題材・曲節とも、あくまでもその古い形式にこだわったのである。

#### 名古屋
上方についで名古屋でも説経操り芝居が演じられた。『尾張戯場事始』によれば、寛文5年（1665年）、京都の日暮小太夫が名古屋尾頭町で説経操りを興行している。そのときの演目は「コスイ天王（五翠殿）、山桝太夫、愛護若、カルカヤ（苅萱）、小栗判官、俊徳丸、松浦長者、いけにえ（生贄）、小ざらし物語」と記載されており、曲目がこのように明瞭に残された記録は珍しい。
衰退期の様相は不明ながら、三都と軌を一にしているものと思われる。しかし、幕末期の名古屋においては、新内節の岡本美根太夫があらわれ、説経祭文と新内節とを融合させて新曲を創始しているが、これは「説経源氏節」（または単に「源氏節」）と称されている。

#### 江戸・東国
江戸は三都のなかでも説経座が最もさかんであった。正保（1644年-1648年）の頃から佐渡七太夫が堺町（現在の日本橋人形町）で、万治（1658年-1661年）頃には初代天満八太夫が禰宜町（現在の日本橋堀留町）で興行をおこなった。
佐渡七太夫の「佐渡」の名は、興行的に成功を収めた地の名に由来するものではないかという説がある。近世初頭にあって、佐渡金山を擁する佐渡島は多数の鉱山労働者が押し寄せ、娯楽の一環としての説経節には興行に対する高い需要があったと推察されるからである。また、天満八太夫は寛文元年（1661年）に受領して「石見掾藤原重信」を名乗っている。佐渡七太夫の方は、2代目が天和（1681年-1684年）の頃に活躍し、3代目の佐渡七太夫豊孝という説経語りは正徳・享保（1711年-1736年）の頃、説経の伝統を守ろうと努めて正本を盛んに刊行した。
元禄（1688年-1704年）の頃、江戸では天満重太夫、武蔵権太夫、吾妻新四郎、江戸孫四郎、結城孫三郎らが櫓をかかげて説経座を営み、江戸における人形操りの最盛期の様相を呈しており、説経太夫としては村山金太夫や大坂七郎太夫の名が知られる。18世紀初頭をすぎると江戸の人形操りは衰退し、享保年間（1716年-1736年）にあらわれた2世石見掾藤原守重あたりを最後に江戸市中の説経座は姿を消した。佐渡七太夫豊孝の時代はすでに説経節は衰微しており、彼が刊行した正本には説経の古典とも呼ぶべき演目が多くふくまれる。有銭堂清霞の『東都一流江戸節根元集』によれば、延享（1744年-1748年）年間、説経節は江戸や地方の祭礼などでまれにみられる程度となってしまったと記されている。
江戸ではその後、寛政（1789年-1801年）の頃、小松大けう・三輪の大けうという山伏によって説経が語り伝えられ、祭文と説経節とを結びつけた説経祭文がおこり、享和（1801年-1804年）の頃には、本所の米穀店の米千なる人物が按摩（盲人）の工夫した三味線を用いて説経芝居を再興させた。この系統から薩摩若太夫が出たものの、説経芝居はやがて衰えてしまった。ただし、その流れはわずかに伝えられて、明治時代に入って若松若太夫があらわれている。薩摩若太夫の流れを薩摩派、若松若太夫の流れを若松派といい、両者を「改良説経節」と呼ぶことがあるが、ともに座はもたなかった。江戸時代後期以降、説経は大都会を離れ、主として農村地域における屋外芸能に回帰して、その芸能としての余命を保った。説経は、零落した牢人によってになわれることもあり、かれらは江戸で「乞胸（ごうむね）」という組織をつくって他者による口演を嫌ったが、一方、香具師もまた売薬の方便から説経浄瑠璃を語ったところから、乞胸と香具師の利害はしばしば衝突した。
現在、説経節は、板橋や八王子、秩父など東京近郊の限られた地域に何人かの太夫を残すだけとなってしまっている。八王子や西多摩地方の八王子車人形や写し絵などとともに行われる薩摩派の薩摩若太夫（13代目）、板橋を中心に活動する若松派の2世若松若太夫（1919年-1999年）・3世若松若太夫（1964年- ）、天満派の天満八太夫の活躍が新しい。なお、明治維新ののち、薩摩派の太夫が福島県会津地方に門付に入ったところ、旧会津藩の人びとが宿敵薩摩を称する者だとして太夫を迫害したため「若松」を名乗ったという逸話も今日に伝わっている。

## 演目と正本

### 古説経
現存する説経の正本は、古い順に、

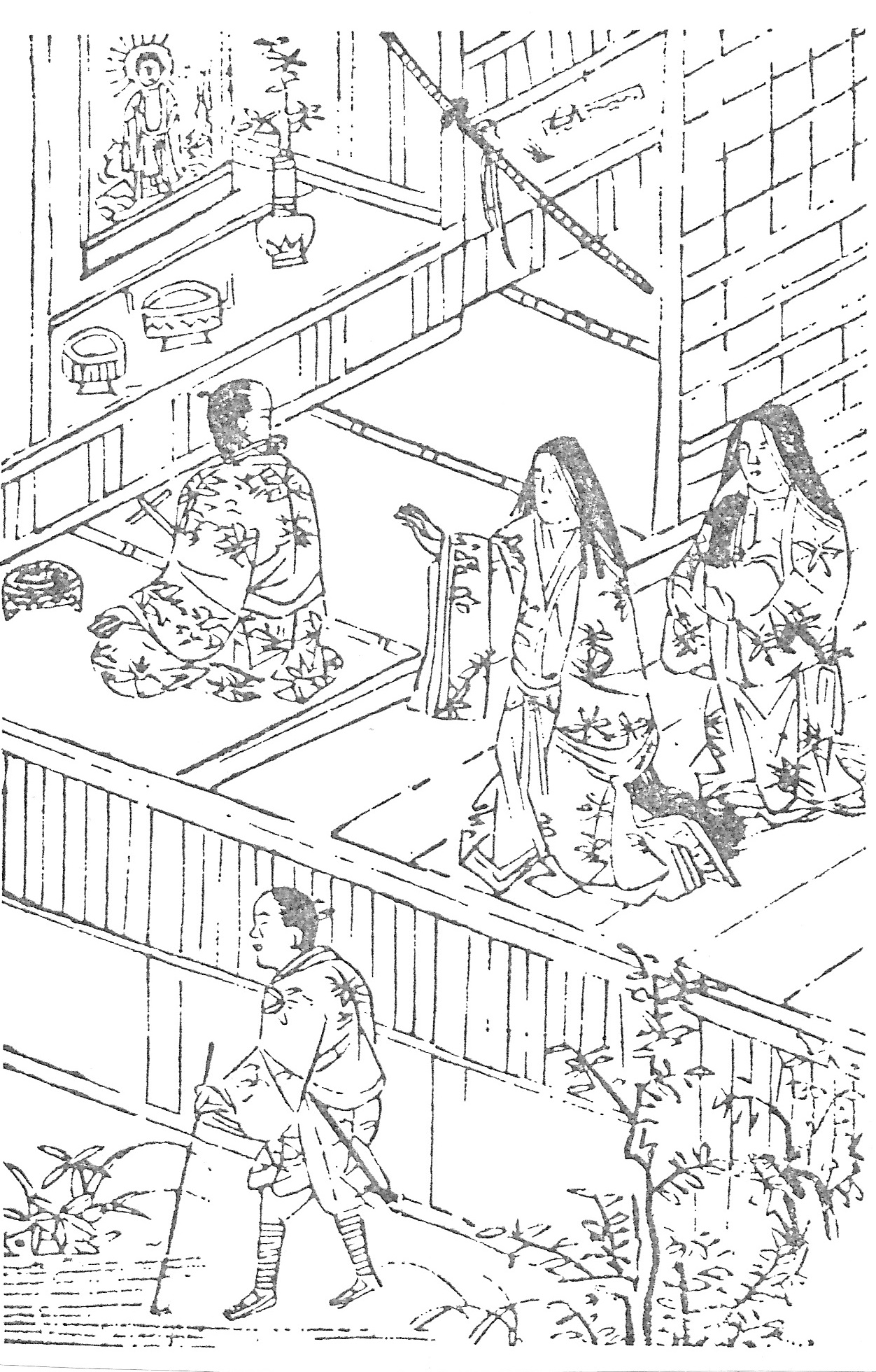
太夫未詳『せつきやうかるかや』（寛永8年（1631年））刊行）
----
加藤繁氏は妻子を捨てて出家し、苅萱道心を名乗る。

- 『せつきやうかるかや』太夫未詳、寛永8年（1631年）4月刊、しやうるりや喜衛門板
- 『さんせう太夫』説経与七郎、寛永16年（1639年）頃刊、さうしや長兵衛板?
- 『せつきやうしんとく丸』天下無双佐渡七太夫、正保5年（1648年）3月刊、九兵衛板
- 『せつきやうさんせう太夫』天下一説経佐渡七太夫、明暦2年（1656年）6月刊、さうしや九兵衛板

があり、以下、万治元年（1658年）10月刊『熊野之権現記こすいてん』、万治4年（1661年）正月刊『あいごの若』などと続くが、荒木繁（国文学）は、明暦2年の『せつきやうさんせう太夫』までが「説経節が本来の語り物としての説経節らしい用語と語り口を保っていた時代」として、これらに「古説経」の名を与えている。初期の説経正本においては『せつきやうかるかや』のように、わざわざ「せつきやう」を付して並行芸能である浄瑠璃ではないということを明示している例が多い。この時期には、演者も「説経与七郎」などというふうに説経の語り手であることを示すことがある。
万治以降、時代を経るにともない、説経節は浄瑠璃の影響をいっそう強く受けるようになり、「説経浄瑠璃」と称されるような変質を遂げる。特に冒頭部分の「本地語り」が失われ、浄瑠璃色の濃い序があらわれるのが顕著な例である（詳細後述）。

### 五説経とその他の演目

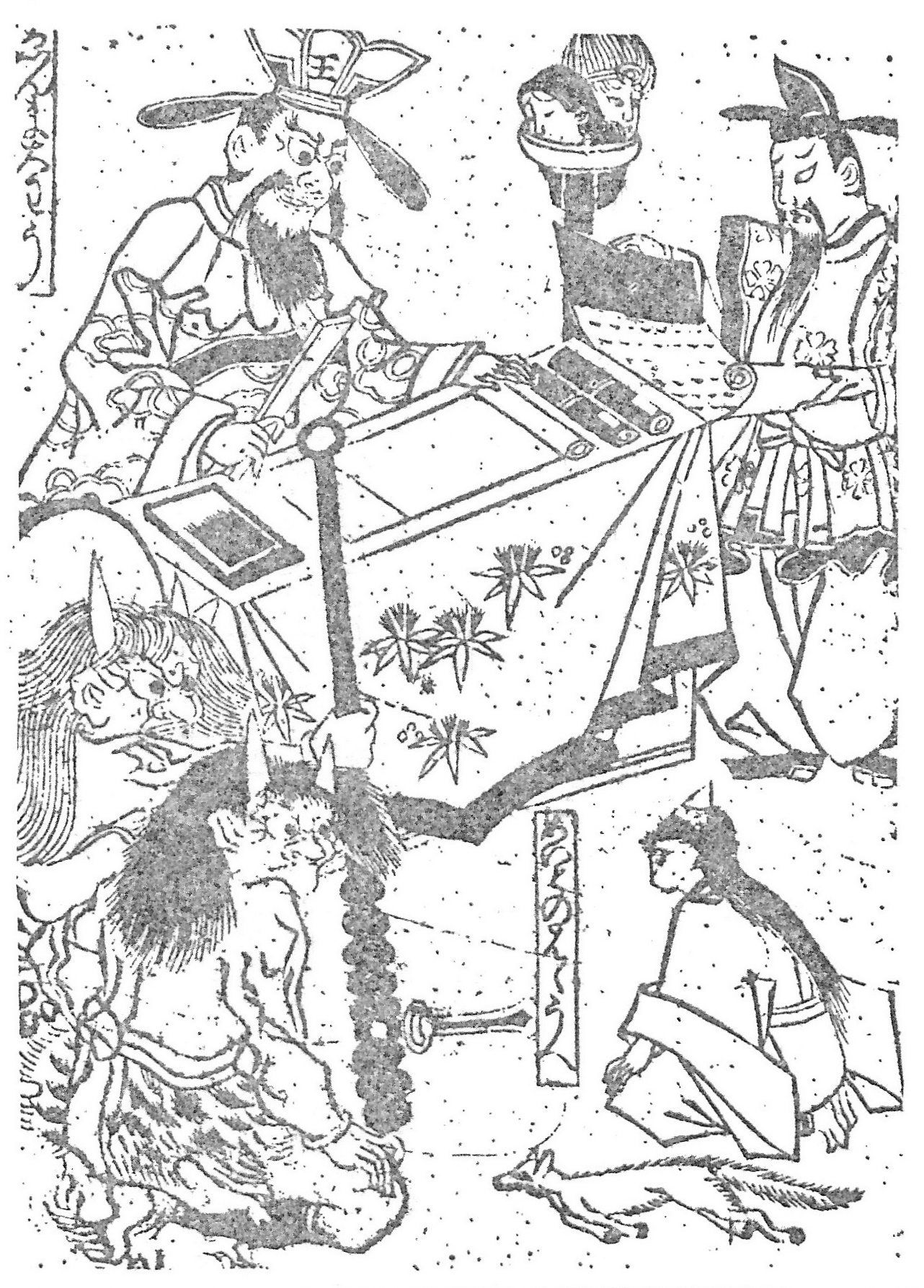
赤木文庫所蔵『あいこの若（愛護若）』（寛文10年（1670年）頃刊行）
----
江戸の天満八太夫の正本と推定される。図は四段目のもの。

説経節の代表作5作を総称して「五説経」という呼び方は既に寛文年間（1661年-1673年）にみられるが、当時具体的に何を指していたかは不明である。
東京堂出版『藝能辞典』（1953年刊）「説経節」の項（執筆担当:郡司正勝）には、古くは『苅萱』『俊徳丸（しんとく丸）』『小栗判官』『山椒大夫』『梵天国』を称したが、享保のころになると『苅萱』『山椒大夫』『愛護若』『信田妻（葛の葉）』『梅若』を称するようになったと説明されている。また、国文学者で小説家の水谷不倒の説によれば、『苅萱』『山椒大夫』『小栗判官』『俊徳丸』『法蔵比丘（阿弥陀之本地）』の5種が「五説経」である。
説経操りの衰退した安永3年（1774年）序の「浄瑠璃通鑑」（『済生堂五部雑録』所収）には「其五説教とは信田妻、隅田川、愛護、津志王、石塔丸なり」と記録されており（『隅田川』は『梅若』、『津志王』は『山椒大夫』、『石塔丸』は『苅萱』をそれぞれさしている）、いずれにしても、「五説経」は、時代によって多少の異同をともなう呼称であった。
他の演目としては、『五翠殿（熊野之御本地）』『松浦長者』『釈迦の御本地』『熊谷先陣問答』『越前国永平寺開山記』『尾州成海 笠寺観音之本地』『大福弁財天御本地』『目蓮記』『百合若大臣』『王昭君』『兵庫の築島』『石山記』『鎌田兵衛正清』『志田の小太郎』『阿弥陀胸割』『崙山上人之由来』『毘沙門之本地』『天智天皇』『伍太刀菩薩』『弘知上人』『小敦盛』『中将姫御本地』（以上、横山重『説経正本集』収載）、また、『日蓮尊者』『伏見常磐』『善光寺開帳』『曇鸞記』『吹上秀衡入』などがある。これらのうち、『熊野之権現記ごすいでん（熊野之御本地）』や『目蓮記』『梵天国』などは、古体をのこしていると考えられるが、『愛護若』『松浦長者』は少なくとも正本のうえからは「説経浄瑠璃」の名がふさわしい作品となっている。また、『伏見常磐』『志田の小太郎』『百合若大臣』『兵庫の築島』などは元は曲舞に取材していると思われる。
前掲の謡曲『自然居士』『逢坂物狂』には人身売買の話が出てきたが、説経節の『山椒大夫』『小栗判官』『松浦長者』『梅若』などでも人買いは重要なモチーフとなっている。『松浦長者』のさよ姫は、父の十三年の孝養のために我が身を人買いに売る設定となっており、『自然居士』の筋ときわめて高い相似性をもつことが注目される。
説経浄瑠璃は、仏の徳をたたえるものが多く、古浄瑠璃（竹本義太夫以前の浄瑠璃）から影響を受けたものもあるが、逆に『摂州合邦辻』など説経節から浄瑠璃に素材をあたえたという例も少なくない。内容は、本地縁起物についての語りに加え、劇的効果をねらって、継子（ままこ）いじめ、お家騒動などの背景を添えたものが多い。

## 詞章とその変遷
詞章は全体に因果律を説く霊験物が多いが、浄瑠璃の影響を強く受ける以前と以後では、形式・内容ともに大きな変化がある。

### 古説経の詞章

#### 本地語りと古説経特有の語り口
明暦以前の、いわゆる「古説経」冒頭には、
というような本地語りがある。ここでは、神仏が神仏になる以前の姿、いわば神仏の本源（本地）である人間について語られる。そして、この詞章をみると、七五調あるいはその変形を単位として語られており、たとえば、丹後を信濃に、金焼地蔵を親子地蔵に入れ替えると『苅萱』の本地語りに、あるいは国を美濃、神仏を正八幡の荒人神とすれば『をぐり（小栗判官）』の本地語りになる。

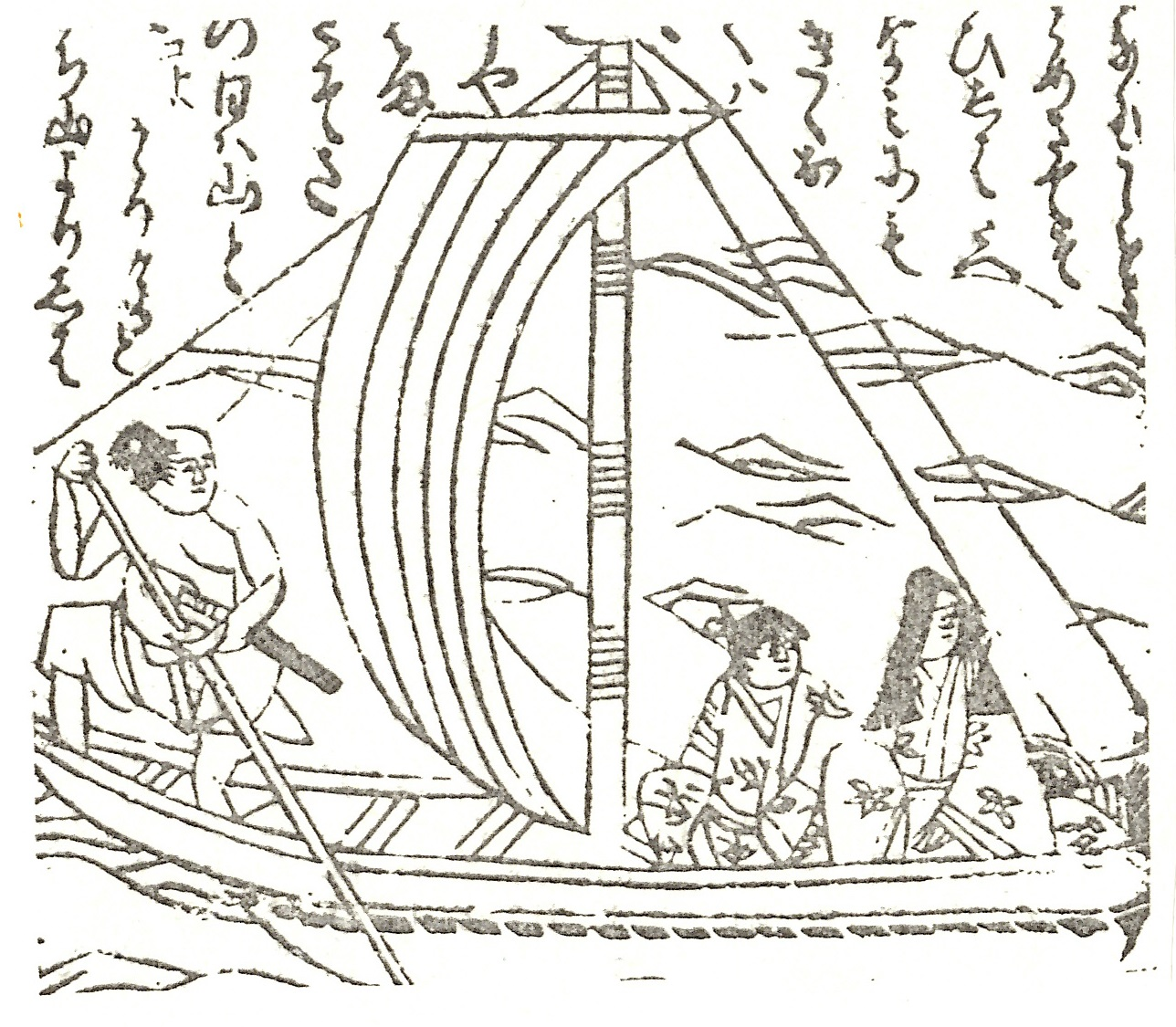
説経与七郎正本『さんせう太夫』（寛永16年頃）
----
人買いによって船で丹後に運ばれる安寿姫と厨子王丸。

このような定型的な文句は、他にも随所にみられ、「あらいたはしや○○」「○○これを御覧じて」「○○げにもと思ぼしめし」の空欄部分に登場人物の名を挿入すると、さまざまな作品の詞章となり得る。
古説経では、他の語りものにはみられない卑俗な日常語や方言、訛言がふんだんに用いられ、また、敬語の過剰な多用や道行における独特のスタイルなどにきわだった特徴がある。さらに、古説経特有の語り口として注目されるものに「旅装束をなされてに」「かっぱと起きさせ給いてに」などにおける、おもに助詞の「て」につく間投詞の「に」の存在がある。これは、4種の古説経の正本いずれにも共通してみられ、三都の太夫が別々に語っておりながら語り口における見事な統一性が確認できるのである。これについては、元来伊勢方言ではないかという説（高野辰之）、さらに加えて、説経者のなかで有力なグループ（伊勢のささら説経）が他に支配的な影響をおよぼしたのではないかとする説（室木弥太郎）などがある。
本地語りなどにみられるこのような定型的な文句について、現在おこなわれている瞽女唄やイタコの祭文などの語り方と比較すると、その詞章の特徴は、口承文芸として長く語りつがれてきた結果ではないかと推測できる。というのも、語り手は、暗記した詞章をそのまま逐語的に語るのではなくて、多くの決まり文句をみずから蓄えていて、聴き手を前にして随時これら常套句を取捨選択し、組み合わせながら、その場で自由に物語をつむぎ出していったのであり、口演の一回ごとにオリジナルな演出をほどこしていたのである。20世紀アメリカ合衆国の叙事詩学者ミルマン・パリーと弟子のアルバート.B.ロードは、古代ギリシアのホメロスの叙事詩や現代ユーゴスラヴィアの口誦詩人の研究等を通じて、無文字社会における口承文芸は、このような韻律に合う決まり文句を容易に入れ替えて語られることを解明し、これを「オーラル・コンポジション」と命名した。古説経の詞章はおそらく、この方法で記憶され、再現され、伝承されたものと考えられる。

#### 道行文と地名
本地語りは、限られた日常的な時間・空間から聴衆を解き放ち、非日常的な、未知な領域へ引き入れていくという効果もあったと思われる。しかし、これは遠国の霊地や霊仏を実見し、それにまつわる霊験譚や因縁話を熟知していなければ語り出せない性質のものでもあった。
それと同様に、説経節に特徴的な詞章として道行（旅）の過程を述べた「道行文」がある。『平家物語』や『太平記』にも名所案内も兼ねた道行の場面があらわれるが、代表的な説経節といわれる『かるかや』『さんせう太夫』『をぐり』『しんとく丸』『あいごの若』もまた、いずれも道行文を含んでいる。また、地名については、作品の内容そのものに直接の関係が全くないにもかかわらず、具体的な特定の地名をはっきりと述べていることが注目される。
『土佐日記』『伊勢物語』以降の上古・中古の文学にあっては、歌も物語も、場所と内容とが互いに分かちがたく結びついており、能楽や軍記物における道行の下りは、たえず土地の歴史をふりかえる素材となり、また、土地情報の圧縮版のような意味合いがあった。これは、説経節においても同様であり、人びとは地名を聴くだけで過去の出来事や歌・物語・人物などを想起し、しばしばこの部分だけの語りを演者に求めることさえあったようである。なお、室木弥太郎は、それが実際に語られた場所に応じて、地名を入れ替え、庶民が当該地において篤く信仰した神仏を引き合いに出すことによって、その物語のリアリティを保証する意味もあったのではないかと推定している。
一方、道行の詞章には正本による限り、季節の描写が確認できない。これは、説経の者たちがどの季節に語っても、聴衆にそのときどきの季節として想像してもらうためであろうと考えられる。

### 浄瑠璃の影響
万治以降の正本になると、新たに古浄瑠璃の影響を受けた序があらわれ、文字によって描かれた作品に近づいていく。

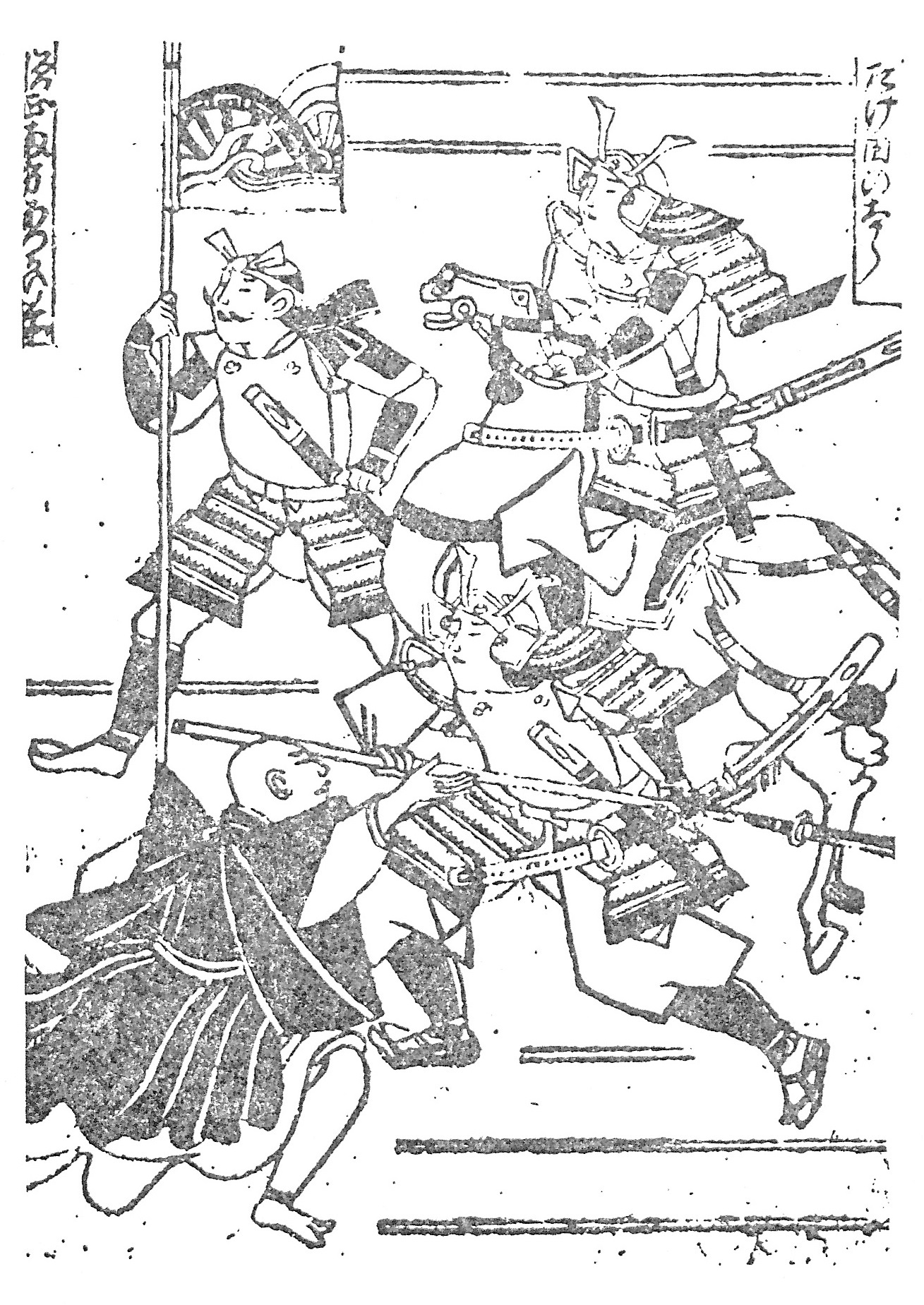
『あいこの若』二段目（寛文10年頃刊行）
----
人形劇となった影響で合戦シーンも登場している。

こうした重々しい教訓的な言葉によって演者の威厳を示すようになり、一方、かつて野外芸能だったものが劇場芸能となったことから旅の必要がなくなり、地方の寺社や神仏が、しだいに都市の聴衆に無縁のものになっていったことから、従来の「本地物」形式はすがたを消失していく。また、従来は段に分かれていなかった説経が浄瑠璃同様、全体が6段に分けられるようになったが、室木弥太郎はこの変化を万治元年（1658年）以降のことと推定している。そして、それぞれの段末には「上下万民おしなべて、感ぜぬ者こそなかりけれ」という古浄瑠璃特有の形式句が付加されるようになり、さらに、各段のあいだには余興を入れて聴衆を飽きさせないような工夫をほどこしている。
そのほか、操り人形が活躍するハイライト・シーンとして合戦の場面を設けるなどの工夫を加え、言葉遣いも古説経風の方言や俗語を捨てて、より標準的で洗練されたものになってくる。これらは、いずれも劇場進出に向けた一連の改革ととらえることも可能である。しかしながら、このような変化は一方で、泥臭くとも庶民のための口承文芸として生きつづけてきた古説経独特の生命力やその独特な味わいを喪失していく過程でもあった。
なお、旧作品の改作や新作が急速に進み、浄瑠璃の改作がおこなわれるようになったのも万治以降のことである。

## 音曲的特色と聴衆
録音機器のない時代の芸能については、音声資料を欠くことから、その音曲的特色を説明するのは容易ではないが、江戸中期の儒学者太宰春台の著作『独語（ひとりごと）』には、説経節について、
という記述がある。

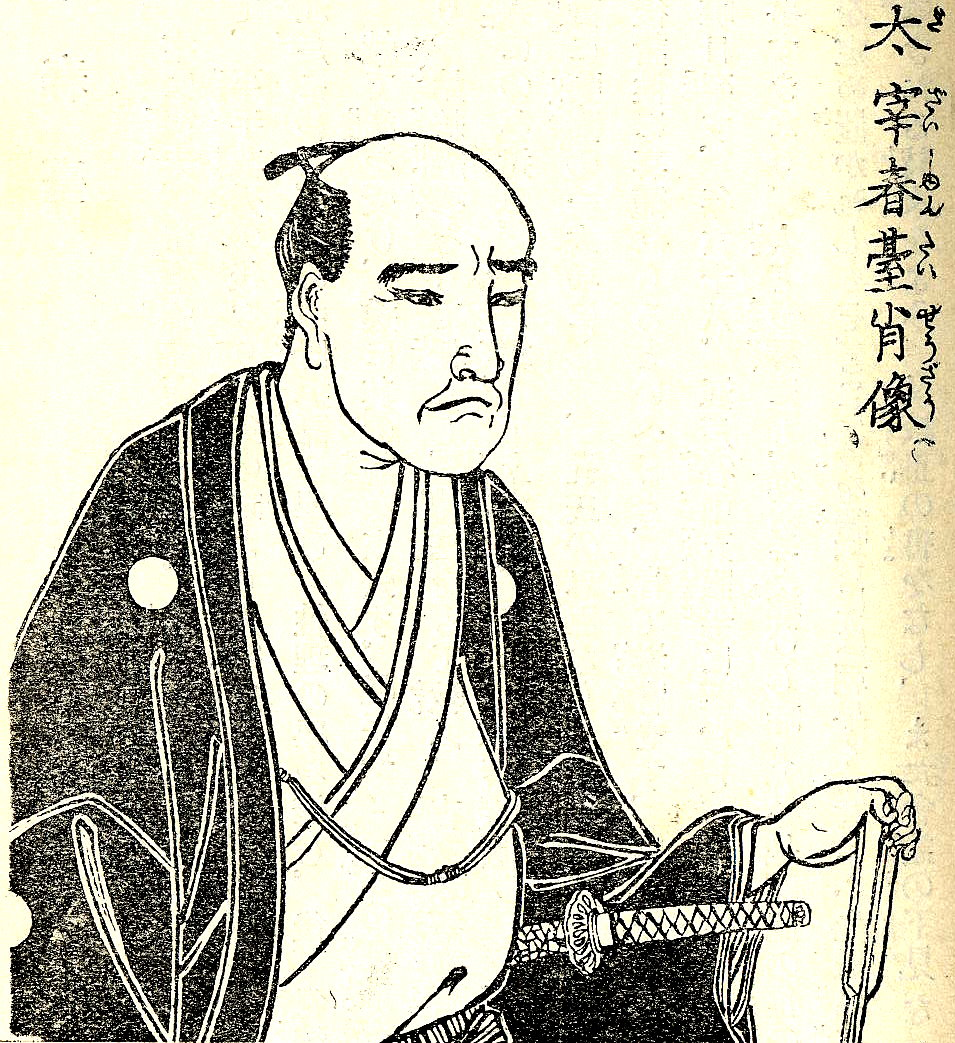
太宰春台
----
著書『独語』において、説経節の音声を「哀みて傷る」と表現した。

春台の説くところによれば、浄瑠璃が「淫声」（「みだらな声」または「人の意表を突くような歌い方」）であるのに対し、説経節の語りは、三味線をともなってからは多少「うきたつ」ところが生じたものの、哀しみのあまり傷つき、破れてしまったかのような哀切の声（「只悲しきの声」）であるという。尾州家本『歌舞伎絵巻』でも、これを裏づけるかのように、説経節の聴き手のうちの何人かは顔をおおって泣いている。
古説経の節譜としては、
- コトバ（詞）
- フシ（節）
- クドキ（口説）
- フシクドキ
- ツメ（詰）
- フシツメ

の6種が確認されており、そのうち、「フシ」「フシクドキ」「フシツメ」は歌謡的要素を含むと考えられる。
基本的には、「コトバ」「フシ」を交互に語ることで物語を進行させていったものと考えられるが、「コトバ」は日常会話に比較的近い、あっさりとした語り方であったろうと考えられるのに対し、「フシ」は説経独特の節回しで情緒的に、歌うように語ったものと思われる。「クドキ」「ツメ」以下はわずかしかあらわれないが、「クドキ」はおそらく沈んだ調子で悲しみの感情を込め、くどく語り、「ツメ」は拷問など緊迫した場面での語りであったろうと考えられる。「フシクドキ」「フシツメ」はそれに節を付けたものであろう。
上の6種以外に、「キリ」「三重」「ワキ」という符号が付される例がまれにあるが、「ワキ」が太夫の補佐役がワキから入り、太夫と合わせ語りをしただろうと考えられるほかは、詳細がよくわかっていない。
説経節の正本には「いたはしや」「あらいたはしや」という言葉が何度も登場するが、与七郎正本『さんせう太夫』を例にとると、フシは20カ所中14カ所、フシクドキは1カ所中1カ所、クドキは1カ所中1カ所、それぞれ「いたはしや」または「あらいたはしや」のフレーズで始まっており、ここに顕著な符合がみられる。他の正本では、この関係がそれほど明瞭でなかったり、「あはれなるかな」「流涕（りゅうてい）焦がれ泣きにける」のような語が使われる場合もあるにはあったが、「いたはしや」「あらいたはしや」の語を哀感を込めて歌い語るところに説経節の語り口における顕著な特色があったと考えられる。
文政13年（1830年）の喜多村節信『嬉遊笑覧』は宝暦10年（1760年）刊行の『風俗陀羅尼』から「いたはしや 浮世のすみに天満節」という冠付（雑俳の一種）の句を引用し、宝永元年（1704年）頃に江戸の天満八太夫が没した後、天満節はかつての隆盛が嘘のように衰えてしまったことを詠んでいるが、ここでは「いたはしや」の語が説経の語り口をあらわすことも同時に詠み込んでいるのである。
説経節という芸能の淵源は仏教における唱導や説経であったところから、本来的にはきわめて宗教性の強いものであったろうと考えられるが、それは決して理路整然とした仏教教義を説くようなものではなく、中世の民衆がいだいていた救済や転生などの強い願いに直接うったえかける情念的なものであった。中世日本における民衆生活は、商行為としての人身売買が存在しており、また、たび重なる戦乱や一揆のなかで抑圧され、蔓延する疫病や頻発する災害に打ちひしがれる悲惨なものだったのであり、人びとが現世に希望をもてないことも多かったと考えられる。したがって、説経節の語り手のみならず、それに耳を傾ける聴衆もまた、社会的に底辺に近い人びとが多く、主人公の悲惨な境遇や果敢な行動に共感し、身につまされては泣き、あるいは、過激なまでの復讐に溜飲を下げ、そこから自らの魂を解放させていたと考えられるのである。

## 説経節の歴史的意義

### 中世社会のなかの説経節
古説経は、神仏が神仏になる以前、人間であったときの苦難の生を語るという「本地物」の構造を備えており、いわば神仏の前生譚というスタイルを採っている。これは、逆言すれば、人間があらゆる艱難辛苦に打ち克って神仏に転生するという物語でもあった。そしてまた、この物語は、神仏が前生（前世）において人間として数多くの苦しみや困難を味わったからこそ、同じく悲惨で苦渋に満ちた生を送る一切衆生を救済する力があるという思想にもとづいていた。
説経節を聴きに集まる人びともまた、それが神仏として再生する物語であることを知っていた。したがって、聴衆は、本地物という形式を受け入れながら、個々の場面については、同じ人間として、いかなる情念のなかで人間の行動が語られるかに深い関心を寄せて聴き入ったものと考えられる。そして、こうした語りの全体によって、抑圧された生活を送っている人びとを「いたわしい」の言葉で慰め、来世での救済を信じて現世での苦しみを耐え忍ぶ力を与えたことであろう、と思われる。それにとどまらず、たとえば『山椒大夫』の厨子王は悲惨のどん底をかいくぐって現世の富貴繁盛を達成したとき、自身を迫害した山椒大夫に対し峻烈なほどの処刑を加える一方、自らが艱難辛苦にあったとき、ささやかながらであっても恩恵や庇護を与えてくれた者に対しては惜しみない報恩をおこなっており、これは他の演目にも共通する。ここに、中世の民衆がみずからの幸福を強く願望し、世の不条理に憤り、あるべき社会に対する熱い希求の念をいだいていたことを読み取ることができる。
注目されるのは、『しんとく丸』の蔭山長者の乙姫などにみられる恋物語は激しいまでの「純愛」を示していることである。これは、日本における「恋愛」が近代に入って西欧から輸入された概念であるという見解を裏切るものである。そしてまた、説経節の物語に登場する積極果敢な人物、なかでも乙姫や安寿姫、照手姫など、愛と献身に生きながら勇気に満ち、精神的にも自立した女性は、従来の日本文学にはみられない「新しい女性像」をつくりだしたと評価される。
その一方で、成り上がり譚や貴種流離譚を多く含む説経節は、中世史家の伊藤正敏によれば「境内都市に充満するなりあがり幻想の歌劇化」であり、いわゆる「判官贔屓」はこの幻想が実際には崩壊せざるをえないという現実に大衆的基盤を持っており、貴種流離譚は、その裏返しとしての貴族への憧憬、かなわぬ夢の反映であるともとらえられる。

### 「自然文学」としての説経節

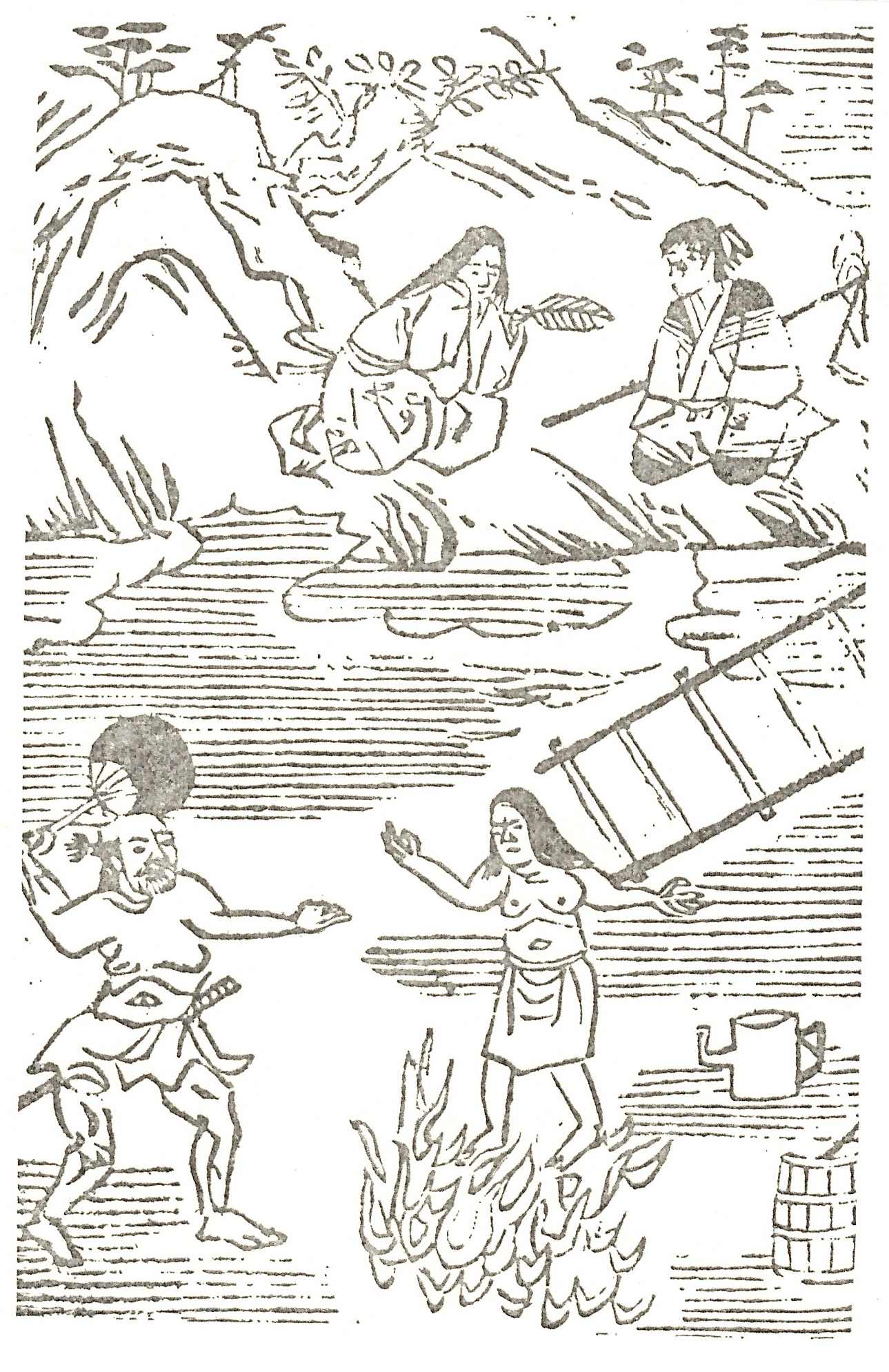
説経与七郎正本『さんせう太夫』（寛永16年頃）
----
山椒大夫は不条理にも安寿姫に対し残酷な拷問を繰り広げる。

今までみてきたように、説経節の起源は古く、鎌倉・南北朝の時代にさかのぼるものの、乞食芸能として民衆の底辺にあり、日本文化史においては長く埋もれた存在であった。他の芸能や語りものについては、室町時代の貴族の日記や文書にしばしば散見されるのに対し、最下層の民によって演じられる説経節についてはほとんど文献記録がのこらなかったのである。陰惨でグロテスクな描写を含むストーリーもまた、必ずしも貴族たちの嗜好に沿うものではなかったと考えられる。
このようなことから、説経節によって語られた演目の多くは、その形成のプロセスを解きほぐすことがきわめて困難である。中世にあっては、説経節のほかに、唱導の流れを引くさまざまな語りものがあり、これらの芸能を担って各地を語り歩いた多様な下級宗教家が存在したが、これら多様な芸能者のあいだには逢坂山の蝉丸神社などを通じて直接・間接のさかんな交流があった。したがって、それぞれの語りもののあいだに影響や摂取の重層的な相互関係があり、ささら説経の徒はこうしたなかから自らの芸能にふさわしいものを吸収し、説経節の世界を創造したものと考えられる。
いっぽう、下級宗教者が民衆のなかに入っていった目的として本来は信仰の宣布ということがあったはずであるが、それが庶民に受け入れられるためには、彼らに固有の信仰や土俗慣習などと結びつき、人びとの意識・感情・情念・想像力といったものを汲み取らなくてはならなかった。その意味で説経節は、語り手と聴衆とが、その濃密な関係性のなかで一体となって育んできた芸能でもあった。こうした多層的・複合的性格のゆえに、この芸能の形成過程を単純に割り出すことはいっそう難しいのである。しかし、一方では特定の信仰の宣伝という直接的な動機から離れ、それにともなう効果・効力という功利的な側面をも失った反面、日本の中世民衆の文学的想像力がより自由に表現されたものになっていることは確かであり、その意味で、ドイツの哲学者・文学者ヨハン・ゴットフリート・ヘルダーが18世紀後葉に語った「自然文学」（特定個人の創作文学ではなく民衆のなかから自然発生的に生まれてきた文学）と形容してよい内実を備えている。

### 語りもの文芸における位置づけ
語りもの芸能の主流が、中世の平曲から近世の浄瑠璃に移るあいだに、さまざまな口承文芸の盛衰があり、また、相互の競争もはなはだしかったが、そのなかで有力なものとして舞曲と説経が挙げられる。
平曲は、『平家物語』を琵琶の伴奏で語る語りもの芸能であったが、これは琵琶法師という盲僧の専業によるものであった。中世も終末期に近づくと平曲の人気は衰え、それにともない盲僧はさまざまな芸能をおこなうようになったが、『言継卿記』天正20年（1592年）8月15日条には、ある座頭が平家以外に「浄瑠璃・三味線・早物語」を演じている旨の記録がある。ただし、この時期の浄瑠璃はいまだ一地方の語りものの域を出るものではなかった。
座頭による浄瑠璃語りそのものは、享禄4年（1531年）以前にさかのぼるといわれる。「浄瑠璃」という芸能の名称は三河国矢矧宿の遊女浄瑠璃御前と源義経の恋物語（『浄瑠璃姫物語』）から端を発している。中世における語りものには、『曽我物語』や『義経記』などを題材にしたものもあり、上述したように多数の下級宗教者によって語り運ばれたものであるが、そうしたなかで浄瑠璃が説経節や曲舞その他を押さえて近世に躍進したのは、内容もさることながら、語り口の力強さ、節回しなどの点で新鮮なものであったからと考えられる。三味線という琉球王国から伝わった楽器を駆使し、操り人形を利用して劇場芸能にふさわしい演出を加えたことも大きい。それに加えて、浄瑠璃興行に新しい演出をほどこした人物や音曲的要素をもたらした人びとは、盲僧はじめ従来の芸能者ではなく、むしろ素人と呼んでよい人びとが多かったのである。
舞曲（曲舞）は単に「舞」ともいい、その歴史は古く、室町期にあっては能楽にも取り入れられたが、16世紀以降は語りものの大作も手がけるようになった。織田信長が幸若舞の幸若八郎九郎を取り立て、また、他の戦国大名も幸若に属する諸派を厚遇するようになって以降、幸若舞の一派は権力と結びついた。そうしたなかには江戸期にあっては士分に取り立てられて高禄を得た例もあったが、しかし、本来の芸の継承や向上には概して不熱心となり、自分たち以外の芸能者を見下し、抑圧する側にまわったのであった。いっぽうで、そうした幸運にめぐまれなかった舞の人びとは幸若・非幸若問わず零落し、こじき同然に転落した人も多かった。起死回生を図るべく京都などでは舞座の興行も試みられたが、成功しなかった。
以上、浄瑠璃とくらべると、説経には舞曲同様、素人が参入する余地は少なかったと思われる。その意味では、浄瑠璃にみられるような従来の殻をやぶる要素には乏しかった。説経は浄瑠璃との競合関係から、その独自性を保つため、古体を維持する必要があったのであるが、浄瑠璃風の新味を出そうとしたところ、独自性が失われ、やがて衰亡してしまった。ただし一方では、一部の舞とは異なり、宮中に出入りしたり、大名や有力者に招かりたりする例がほとんどなく、権力と結びつく機会がほとんどなかった。それゆえ、舞曲にくらべれば、むしろ語りもの芸能の新しい転換には積極的で、古浄瑠璃と対抗し、あるいは妥協しながら、芸能としては相当長く生きのび、長期にわたって影響力を保持したのである。
中世の長きにわたって身分的にも経済的にも底辺に近いところにあった説経節は、近世にあっても人びとの支持を広く集めたのである。

### 文字的文化への移行
説経節が、中世末から近世にかけての時期、にわかに芸能として脚光を浴びるようになったのは、操り芝居との提携という契機もあったが、これまで延べてきたように、説経節の語りそのものに、人びとを惹きつける独特の魅力や時代を越えた普遍性が備わっていたからであろうと考えられる。
慶長年間（1596年-1615年）の日本においては、一部の人は別として大多数の人びとは文字や書籍になじまない生活を送っていた。もとより写本はさかんになされていたし、絵巻物よりも簡便な奈良絵本も当時さかんに製作されていた。また、南蛮人や朝鮮半島からもたらされた新しい印刷技術もあって活字本も刊行されていたのであるが、しかし、それは必ずしも社会的に広汎におよんだものではなかった。それが、寛永年間（1624年-1645年）に入り、従来の木活字に代わって、原稿そのままを木の板に彫って印刷する整版印刷がなされるようになると、出版は完全に商業ベースに乗った。これにともない、出版の大衆化が大いに進み、一般庶民を読者とする大衆文学も読まれるようになったのである。整版印刷は、漢字を自由に用い、読み仮名なども付して読みやすくすることができるうえ、はるかに低廉な価格で印刷物が刊行でき、版元の経営を安定させたのであった。
こうして進行した出版大衆化もあって、民衆の側にも文字に対する旺盛な学習意欲が生まれた。慶長より約100年後の宝永3年（1706年）の浄瑠璃『碁盤太平記』には、大星力弥が文盲の岡平を笑って「世には無筆も多けれども、一文字引く事も読む事もならぬとは、子供に劣った奉公人」と語る場面が出てくるまでに至り、その間の民衆の識字率の向上にはめざましいものがある。
ところが、慶長の頃にあっては一般民衆はまだまだ文字の文芸からは遠い世界にあり、口承文芸とくに語りものの世界にあったのである。そして、寛永期以降の出版大衆化の進行は次第に文芸における文字の比重を増大せしめた。「古説経」といわれる寛永から明暦にかけての説経正本は、このような経緯のなかで生まれたのである。
そしてまた、説経節が18世紀に入って急速に衰退していくことは、都市を中心とした民衆の文化が、口頭的な文化から文字的な文化へと大転換を遂げたことと軌を一にしているのであり、これは文化史上の大きな画期であった。もとより、青森県のイタコ祭文や新潟県の瞽女唄など、かつての説経節と形式や素材において共通点をもつ口承文芸が細々と続いてきたことは確かではあるが、とはいえ、これらの芸能がその内容においてひじょうに衰弱してしまったものであることは否定できない。
これに対し、かつての説経節とりわけ「古説経」と呼ばれる説経節は、日本の口承文芸史上高度に花開いた作品群であり、ある意味では最後の鮮光とも呼びうる存在である。それが、幸いにも製版印刷の普及の時期にあたっていたため、文字によるテキストとして後世に伝えられたのである。

### 他の芸能・文芸への影響
浄瑠璃と説経節は相互に影響をあたえあい、浄瑠璃作品に多くの素材を提供したのは既述のとおりである。説経節の演目から素材を得た浄瑠璃（文楽）の作品には上述の『摂州合邦辻』のほか『小栗判官車街道』『苅萱桑門筑紫車榮』『芦屋道満大内鑑』などがある。元禄期以降の説経節はまた、換骨奪胎されて歌舞伎の演目としても演じられるようになった。

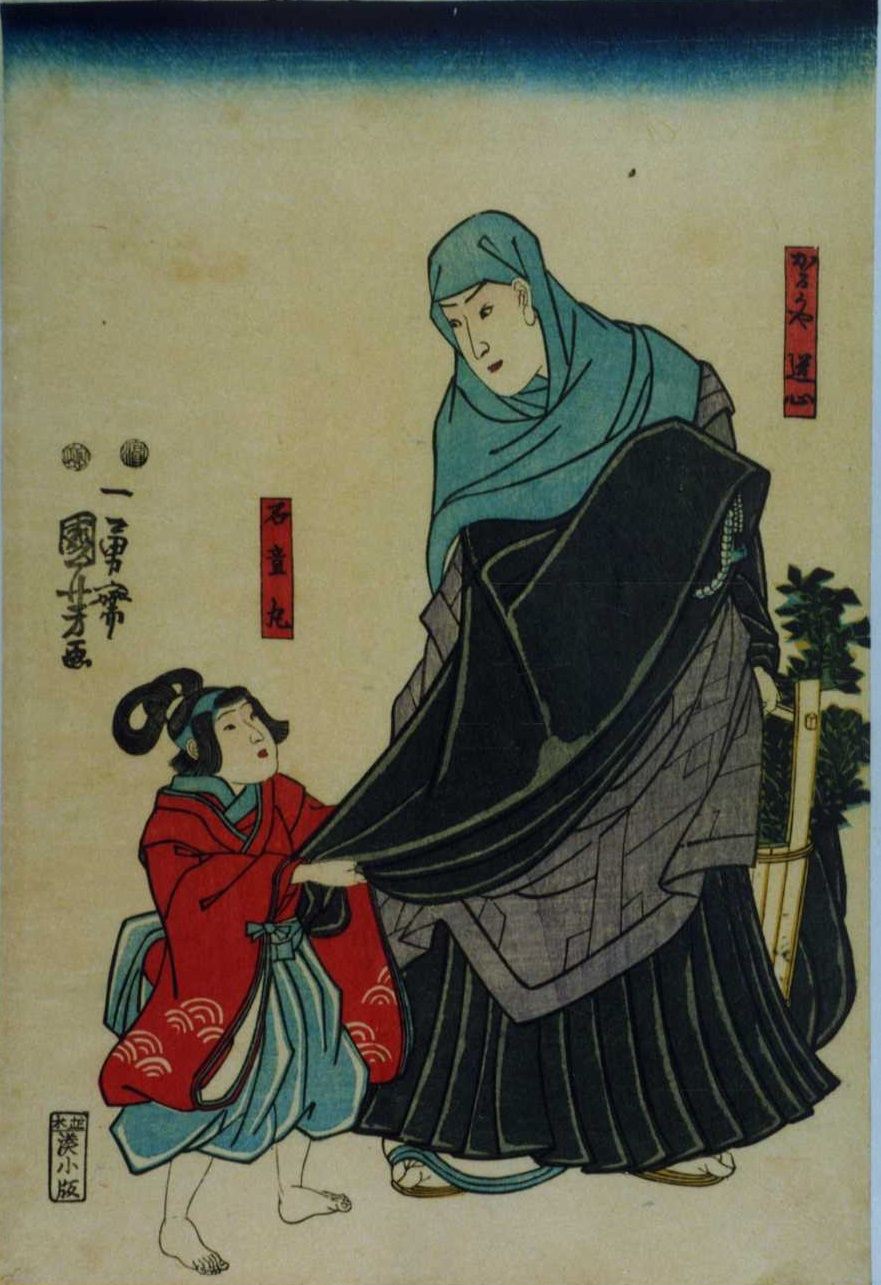
歌舞伎『苅萱道心』の錦絵（歌川国芳、1851年）
----
市村竹之丞が道心役をつとめた。

『山椒大夫』は、歌舞伎では『由良湊千軒長者』という演目になったが、現在ではあまり上演されなくなっている。『俊徳丸』は謡曲『弱法師』の題材となっており、さらに歌舞伎・文楽の『摂州合邦辻』に引き継がれ、また、『苅萱』の石童丸の物語は歌舞伎の『苅萱道心』に、『小栗判官』は歌舞伎・文楽の『小栗判官車街道』の題材となっている。
浪花節（浪曲）は、祭文語りと説経節の双方を源流として生まれた語りものといわれ、ちょぼくれ、ちょんがれ、浮かれ節なども同系統とされる。浪花節の起源は享保（1716年-1735年）ころに活躍した浪花伊助であると説明されることも多いが、実際に流行したのは幕末期が最初であるという。
また、落語は説教と説話、講談は説教を源流としており、ともに近世初頭に成立した話芸である。説教（説経）からは節談説教と説経節が派生しているが、説経節における石童丸や小栗判官の話は、講談でも多く取り上げられ、明治・大正に至るまで庶民にはなじみ深い話であった。

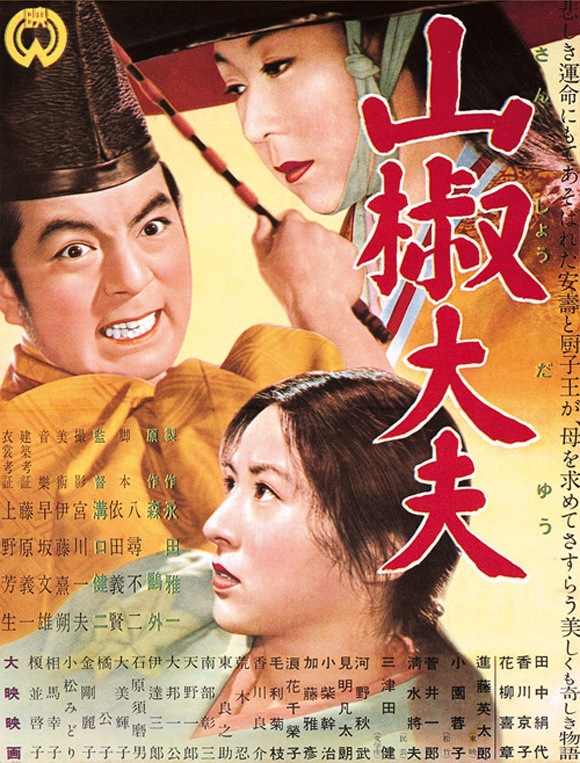
映画『山椒大夫』のポスター
----
ヴェネツィア国際映画祭で銀獅子賞を獲得するなど海外でも高い評価を受けた。

説経節は、文芸のうえでは江戸時代の絵入り娯楽本である草双紙（絵草紙）や伝奇小説（読本）の類にも多くの素材を提供した。曲亭馬琴も『石堂丸苅萱物語』や『松浦佐用姫石魂録』などの読本作品をのこしている。
説経節の演目はのちに近代小説の題材ともなった。1915年（大正4年）に森鷗外によって小説『山椒大夫』が書かれ、雑誌『中央公論』に掲載された。鷗外は、説経のあらすじをおおむね再現しながらも脚色を加え、親子や姉弟の骨肉の愛を中心に描き、近代的な意味で破綻のない世界にまとめあげたが、しばしば、原作のもつ荒々しさや陰惨さ、虐げられた者のどろどろとした情念の部分は取り払われたと指摘される。また、この翻案小説にあっては「道行」の下りはごく簡単に処理されており、死と再生という説経節がもつ独特の場と形式も軽視されていると指摘されることがある。
1917年（大正6年）には折口信夫によって短編小説『身毒丸』が発表されたが、これは説経節『俊徳丸』や謡曲『弱法師』のもととなった高安長者伝説を「宗教倫理の方便風な分子をとり去つて」短編小説化したものである。主人公「しんとく（身毒）丸」は、ここでは先祖伝来の病を持つ田楽師の子息として描かれている。
昭和に入って、鷗外原作の『山椒大夫』が1954年（昭和29年）、溝口健二監督作品として映画化され、折口原作の『身毒丸』は寺山修司・岸田理生の脚本を得て、劇団天井桟敷によって舞台作品『身毒丸』として1978年（昭和53年）に初演されるなど、説経節の演目が新しいかたちでよみがえり、話題となった。また、『小栗判官』は、1982年（昭和57年）に初演された遠藤啄郎脚本・演出の横浜ボートシアターによる仮面劇『小栗判官照手姫』となって大反響を呼び、1991年（平成3年）に初演された梅原猛作のスーパー歌舞伎『オグリ』として注目された。
その他、説経節の素材は、日本列島各地で、たとえば瞽女唄として、盲僧琵琶として、あるいは大黒舞の歌などとして伝えられた。また、三味線による説経語りは、新潟県佐渡市の説経人形（国の重要無形民俗文化財）、埼玉県横瀬町の人形芝居（袱紗人形、埼玉県指定無形民俗文化財）、東京都八王子市の車人形（選択無形民俗文化財）など各地の民俗芸能として、そのなごりをとどめている。

## 現代の演者
- 三代目若松若太夫
- 説経節政大夫[44][45]